# Lucifer (série de televisão)
Lucifer é uma série de televisão americana criada por Tom Kapinos que estreou na Fox em 25 de janeiro de 2016. Protagonizada por Tom Ellis, a série é baseada no personagem dos quadrinhos criado por Neil Gaiman para a série em quadrinhos Sandman, que, mais tarde, se tornou o protagonista do spin-off da série em quadrinhos Lúcifer, escrito por Mike Carey, e ambos publicados pela Vertigo, da DC Comics. O episódio piloto da série foi vazado na internet em agosto de 2015.
Em abril de 2016, a emissora Fox renovou a série para uma segunda temporada, que estreou em 19 de setembro de 2016. Em 31 de outubro de 2016, a Fox ordenou uma segunda temporada de 22 episódios para a série. Em 13 de fevereiro de 2017, a Fox renovou a série para uma terceira temporada de 22 episódios. No entanto, em março de 2017, foi revelado que os 4 últimos episódios da segunda temporada seriam removidos e colocados para serem exibidos na terceira temporada, significando que a segunda temporada seria composta por apenas 18 episódios.
Em 11 de maio de 2018, a série foi cancelada pela Fox após três temporadas. Um mês depois, a Netflix adquiriu os direitos autorais da série para produzir uma quarta temporada de dez episódios, que foi lançada em 8 de maio de 2019.
Em 6 de junho de 2019, a Netflix renovou a série para uma quinta temporada que seria dividida em duas partes,  8 episódios cada. A "parte 1" foi lançada no dia 21 de agosto de 2020. Já a "parte 2" foi lançada dia 28 de maio de 2021.
Embora a quinta temporada tenha sido inicialmente relatada como a última, em 23 de junho de 2020, a série foi renovada para uma sexta e última temporada de dez episódios, que lançou no dia 10 de setembro de 2021.

## Sinopse
A série se desenvolve ao redor de Lucifer Morningstar, que está entediado e infeliz como o Senhor do Inferno. Ele renuncia seu trono e abandona seu reinado para tirar férias em Los Angeles, onde dá início a uma casa noturna com a ajuda de sua aliada demoníaca, Mazikeen Smith. Depois que uma celebridade a quem Lucifer ajudou a alcançar a fama é assassinada, ele se envolve com a polícia de Los Angeles, onde começa a trabalhar com a Detetive Chloe Decker, e resolver casos de homicídio, para assim, encontrar os responsáveis, e "puní-los".

## Episódios
Em 11 de maio de 2018, a emissora Fox cancelou a série após três temporadas, afirmando que foi uma "decisão baseada em audiência". Antes do cancelamento da série, a co-showrunner, Ildy Modrovich, afirmou que os dois últimos episódios produzidos seriam movidos para uma possível quarta temporada. No entanto, a Fox exibiu os dois episódios em 28 de maio de 2018 como um único episódio bônus de duas horas.
Em 15 de junho de 2018, foi anunciado que a Netflix havia adquirido os direitos autorais da série para produzir uma quarta temporada de dez episódios, que foi lançada em 8 de maio de 2019.
| Temporada | Temporada | Episódios | Episódios          | Originalmente lançado  | Originalmente lançado  | Originalmente lançado |
| Temporada | Temporada | Episódios | Episódios          | Estreia da temporada   | Final da temporada     | Emissora              |
| --------- | --------- | --------- | ------------------ | ---------------------- | ---------------------- | --------------------- |
|           | 1         | 13        | 13                 | 25 de janeiro de 2016  | 25 de abril de 2016    | Fox                   |
|           | 2         | 18        | 18                 | 19 de setembro de 2016 | 29 de maio de 2017     | Fox                   |
|           | 3         | 26        | 26                 | 2 de outubro de 2017   | 28 de maio de 2018     | Fox                   |
|           | 4         | 10        | 10                 | 8 de maio de 2019      | 8 de maio de 2019      | Netflix               |
|           | 5         | 16        | 8                  | 21 de agosto de 2020   | 21 de agosto de 2020   | Netflix               |
| 8         | 5         | 16        | 28 de maio de 2021 | 28 de maio de 2021     |                        | Netflix               |
|           | 6         | 10        | 10                 | 10 de setembro de 2021 | 10 de setembro de 2021 | Netflix               |

Nota

### 1.ª Temporada (2016)
Lucifer Morningstar, entediado e infeliz como o Senhor do Inferno, renuncia seu trono e abandona seu reinado para tirar férias em Los Angeles, onde inaugura uma casa noturna com a ajuda de sua aliada demoníaca chamada Mazikeen. Após presenciar o assassinato de uma pessoa que conhecia, Lucifer conhece a linda e corajosa Detetive Chloe Decker, que o fascina por sua coragem, mas, principalmente, por parecer não cair em seus encantos—tanto naturais quanto sobrenaturais. Além de seu envolvimento com a polícia, o anjo é intimado por seu irmão Amenadiel a voltar para o inferno, lugar da qual supervisionava desde o início dos tempos.

### 2.ª Temporada (2016–2017)
Enquanto Lucifer ajuda Chloe a resolver um caso de assassinato envolvendo uma popular atriz de séries de televisão, ele fica convencido de que a alma de sua mãe está possuindo o corpo do assassino, e que ela está fazendo isso para atormentá-lo. Lucifer conta a Linda a história de como a união de seu pai e sua mãe criou o universo, mas sua mãe foi banida para o inferno para sempre. Chloe diz que ela tem um pouco do sangue de Lucifer, na qual ela pegou depois do tiroteio, e que planeja testá-lo para provar e refutar suas reivindicações sobre ser o diabo. Quando Amenadiel descobre sobre isso, ele inventa uma história para contar para Chloe, na qual retrata Lucifer como louco, mas humano. Assim como Lucifer, Amenadiel começa a perceber sinais da perda de seus poderes angelicais. Maze também retorna após um tempo de ausência, dizendo que foi ver alguém e que está tentando descobrir um jeito de se encaixar neste mundo. No final do episódio, a mãe de Lucifer aparece em sua porta pedindo ajuda.

### 3.ª Temporada (2017–2018)
Lucifer encontra um criminoso que fugiu da prisão e rouba suas roupas antes que a polícia o leve de volta para Los Angeles. Ele pede para Linda remover suas asas, mas ela se recusa. Chloe o leva para um novo caso: um corpo desidratado encontrado no deserto onde Lucifer acordou, supervisionado por seu novo tenente: Marcus Pierce. É revelado que o corpo é de um homem rico, e um amigo íntimo do mesmo revela que pagou "sequestradores" para assustar a vítima. Ao tentar restaurar suas asas, Amenadiel encontra um par de asas cortadas de Lucifer. Lucifer tenta mostrar para Chloe seu verdadeiro rosto, mas não consegue. Para atrair os "sequestradores", Pierce instrui Dan a armar seu próprio sequestro, o que Lucifer organiza. No entanto, é revelado que ele é o verdadeiro alvo, já que ele suspeita que os sequestradores estejam atrás de seu sequestro. Ele os interroga e descobre que o homem morto foi entregue a outro sequestrador. O homem revela que foi contratado pelo "pecador", um misterioso chefe do crime, para sequestrar Lucifer. Lucifer, cujas asas cresceram novamente depois que ele as cortou, inicialmente suspeita que Deus restaurou suas asas como uma punição por enviar Charlotte para um universo vazio, mas começa a acreditar que foi "algo mais obscuro" conectado ao "pecador".

### 4.ª Temporada (2019)
Em 15 de junho de 2018, mesmo após o cancelamento da série pela Fox, foi anunciado que a Netflix havia adquirido os direitos autorais da série para produzir uma quarta temporada de dez episódios, que foi lançada em 8 de maio de 2019. A quarta temporada começa um mês após os eventos da temporada anterior, e Lucifer se mostra extremamente preocupado com as consequências da verdade sobre ele na vida de Chloe. E eis que ela volta como se nada tivesse acontecido. Entretanto, e ao passar dos episódios que vemos Chloe, e como ela ainda precisa trabalhar suas ideias para aceitar a verdade sobre Lucifer. Amenadiel resolveu deixar a cidade prateada e viver definitivamente na Terra. Chloe acaba caindo nas mãos de um Padre, que tem como objetivo expulsar Lucifer da Terra. A grande promessa da quarta temporada é a chegada de Eva, a primeira pecadora da existência.

### 5ª Temporada (2020–2021)
Em 6 de julho de 2019, a Netflix renovou a série para uma quinta temporada que contém 16 episódios.

### Arrowverse
Em 10 de dezembro 2019, Tom Ellis apareceu como Lucifer no crossover do Arrowverse, "Crise nas Infinitas Terras". O personagem apareceu no episódio "Crise nas Infinitas Terras: Parte 3" pela série de The Flash. Ellis foi visto no set de filmagens na época das gravações, porém ao ser questionado ele mentiu dizendo que não estaria no crossover:
“Sim, apareci rapidamente no crossover. Lembro quando fui até Vancouver para gravar aquela cena, e nós estávamos conversando no set, especialmente com Matt Ryan, algo como, ‘Isso é tão empolgante. Não seria incrível que fosse mantido em segredo para que os fãs se surpreendam depois?’ É muito difícil fazer isso hoje em dia. Acabou que algumas pessoas me viram com eles nessas filmagens, e divulgaram nas redes sociais. Então, preferi mentir para que todos ficassem surpresos. Esse foi o motivo.” – Tom Ellis.
Quando o episódio foi ao ar, veio a confirmação que ele realmente havia gravado uma pequena participação na qual ele ajuda John Constantine (Matt Ryan) a ir para o purgatório encontrar a alma de Oliver Queen (Stephen Amell). Também é mostrado que Lucifer faz parte da Terra-666.

Ellis também revelou que a aparição do personagem no crossover acontece 5 anos antes do início da série Lucifer:
“Foi dito que essa cena se passa cinco anos antes da série Lucifer. Naquele momento, ele ainda não conhecia a Detetive Decker. É apenas sua versão playboy, vivendo como se não houvesse amanhã e sem se importar com nada. Podemos ver que ele foi muito irreverente mesmo com Constantine. Existe uma história ali.”  – Tom Ellis.

## Elenco e personagens
| Ator/Atriz         | Personagem                 | Temporadas      | Temporadas      | Temporadas      | Temporadas      | Temporadas      | Temporadas      | Aparições |
| Ator/Atriz         | Personagem                 | 1               | 2               | 3               | 4               | 5               | 6               | Aparições |
| ------------------ | -------------------------- | --------------- | --------------- | --------------- | --------------- | --------------- | --------------- | --------- |
| Tom Ellis          | Lucifer Morningstar        | Principal       | Principal       | Principal       | Principal       | Principal       | Principal       | 93        |
| Tom Ellis          | Miguel                     | Does not appear | Does not appear | Does not appear | Does not appear | Principal       | Participação    | 10        |
| Lauren German      | Chloe Decker               | Principal       | Principal       | Principal       | Principal       | Principal       | Principal       | 92        |
| Kevin Alejandro    | Daniel "Dan" Espinoza      | Principal       | Principal       | Principal       | Principal       | Principal       | Principal       | 91        |
| D.B. Woodside      | Amenadiel                  | Principal       | Principal       | Principal       | Principal       | Principal       | Principal       | 79        |
| Lesley-Ann Brandt  | Mazikeen "Maze" Smith      | Principal       | Principal       | Principal       | Principal       | Principal       | Principal       | 87        |
| Scarlett Estevez   | Beatrice "Trixie" Espinoza | Principal       | Principal       | Principal       | Principal       | Recorrente      | Recorrente      | 40        |
| Rachael Harris     | Linda Martin               | Principal       | Principal       | Principal       | Principal       | Principal       | Principal       | 85        |
| Kevin Rankin       | Malcolm Graham             | Principal       | Does not appear | Does not appear | Does not appear | Does not appear | Does not appear | 7         |
| Tricia Helfer      | "Mãe" / Deusa da Criação   | Participação    | Principal       | Does not appear | Does not appear | Participação    | Does not appear | 19        |
| Tricia Helfer      | Charlotte Richards         | Does not appear | Participação    | Principal       | Does not appear | Does not appear | Participação    | 21        |
| Aimee Garcia       | Ella Lopez                 | Does not appear | Principal       | Principal       | Principal       | Principal       | Principal       | 73        |
| Tom Welling        | Marcus Pierce (Caim)       | Does not appear | Does not appear | Principal       | Does not appear | Does not appear | Does not appear | 17        |
| Inbar Lavi         | Eva                        | Does not appear | Does not appear | Does not appear | Principal       | Participação    | Recorrente      | 14        |
| Brianna Hildebrand | Rory Decker Morningstar    | Does not appear | Does not appear | Does not appear | Does not appear | Does not appear | Principal       | 10        |

Notas de elenco

### Personagens principais
- Tom Ellis como Lucifer Morningstar: O Senhor do Inferno, que está entediado com sua vida, renuncia seu trono e torna-se um consultor civil do Departamento de Polícia de Los Angeles, enquanto gerencia sua própria boate de luxo chamada "Lux".[22] Na 5ª temporada, Ellis também retrata o irmão gêmeo de Lúcifer, Miguel, que assume brevemente a identidade de seu irmão após o retorno de Lúcifer ao Inferno.[23]
- Lauren German como Chloe Decker: Como seu pai no passado, ela é uma detetive de homicídios do Departamento de Polícia de Los Angeles. Ela resolve crimes com Lucifer depois que ele se interessa por ela, uma vez que ela parece ser imune às suas habilidades.[24]
- Kevin Alejandro como Daniel "Dan" Espinoza: Um detetive de homicídios do Departamento de Polícia de Los Angeles e ex-marido de Chloe.[25]
- D. B. Woodside como Amenadiel: Um anjo, o irmão mais velho de Lucifer, e o mais velho de todos os seus irmãos. Ele chega em Los Angeles para encorajar Lucifer a voltar para o inferno e, ao falhar nisso, tenta obrigar Lucifer a voltar de maneiras diferentes.[26]
- Lesley-Ann Brandt como Mazikeen Smith: A aliada confidente e leal de Lucifer Morningstar, abreviada como "Maze". Ela é um demônio que, tendo sido sua torturadora principal, o seguiu do inferno para Los Angeles, e atuou como garçonete e guarda-costas na boate de Lucifer. Na segunda temporada, Maze procura uma nova direção na Terra e se torna caçadora de recompensas.[27][28]
- Scarlett Estevez como Beatrice "Trixie" Espinoza: A filha de nove anos de Chloe e Dan, que faz amizade com Lucifer, Mazikeen e Amenadiel.[29] (1ª-4ª temporada, recorrente 5ª temporada)
- Rachael Harris como Dr. Linda Martin: A psicoterapeuta formada em Stanford de Lucifer, que inicialmente aceita "pagamentos" dele em forma de sexo.[26] Na 4ª temporada, ela deu à luz o filho de Amenadiel, Charlie, que é considerado o primeiro bebê meio-anjo meio-humano do universo e de todos os tempos.[26]
- Kevin Rankin como Detetive Malcolm Graham: Um policial que foi baleado antes do início da série. Ele morreu brevemente, mas foi trazido de volta do inferno por Amenadiel para matar Lucifer.[30] (1ª temporada)
- Aimee Garcia como Ella Lopez: Uma cientista forense do Departamento de Polícia de Los Angeles.[31] (2ª temporada–presente)
- Tricia Helfer como Charlotte Richards / "Mãe": A mãe de Lucifer e Amenadiel e esposa exilada de Deus, que escapou de sua prisão no inferno. Ela é descrita como "a deusa de toda a criação". Na Terra, sua alma ocupa o corpo de Charlotte Richards, uma advogada assassinada. Depois que ela deixa o universo no final da segunda temporada, a Charlotte humana ressuscita. Charlotte é assassinada no final da 3ª temporada por Marcus / Cain.[32] [33] (2–3ª temporada) Na 5ª temporada, a Deusa retorna brevemente de seu universo para se reunir com Deus, que escolhe se aposentar com a Deusa em seu universo.
- Tom Welling como Marcus Pierce / Caim: Um tenente da polícia altamente respeitado que supervisiona o trabalho de Chloe, Dan e Ella no Departamento de Polícia de Los Angeles. Ele é revelado ser o Caim Imortal, que é filho de Adão e Eva e irmão de Abel. Ele é o primeiro assassino do mundo, condenado a vagar pela Terra para sempre com a Marca de Caim.[34] (3ª temporada)
- Inbar Lavi como Eva: A primeira mulher humana do mundo que recentemente deixou o Céu, mãe de Caim e ex-amante de Lúcifer.[35] (4ª temporada, recorrente 5ª temporada)
- Dennis Haysbert como "Pai" / Deus. O criador do mundo e pai de todos os anjos, incluindo Lúcifer e Amenadiel. Anteriormente apareceu como uma voz narradora retratada por Neil Gaiman. Depois de ser convencido por Miguel de que está perdendo o controle de seus poderes, Deus decide se aposentar e escolher Miguel ou Lúcifer como seu substituto. Após seu reencontro com a Deusa, Deus parte do mundo para se aposentar no universo de sua esposa. (5ª temporada)

## Dublagem
| Personagem                  | Dublador(a)                    |
| --------------------------- | ------------------------------ |
| Lucifer Morningstar         | Alfredo Rollo                  |
| Miguel                      | Alfredo Rollo                  |
| Chloe Decker                | Tatiane Keplmair               |
| Daniel "Dan" Espinoza       | Marco Aurélio Campos           |
| Amenadiel                   | Gilmar Lourenço                |
| Mazikeen "Maze/Mazie" Smith | Maíra Paris                    |
| Dra. Linda Martin           | Isabel de Sá                   |
| Beatrice "Trixie" Espinoza  | Sicilia Vidal                  |
| Charlotte Richards          | Angélica Santos (2ª-)          |
| "Mãe" / Deusa da Criação    | Angélica Santos (2ª-)          |
| Ella Lopez                  | Samira Fernandes (2ª-)         |
| Det. Malcolm Graham         | Fábio de Castro (1ª temporada) |

|                     | Brasil |
| ------------------- | --- |
| Diretor de Dublagem | Wellington Lima (1ª temporada; 2.01-2.09)/ Michel Di Fiori (alguns episódios da 1ª temporada)/ Anibal Munhoz (2.10-2.18)/ Jussara Marques (4ª temporada) |
| Tradutor            | Ana Paula Macedo (2ª temporada) |
| Adaptação           | ASA |
| Técnico de Mixagem  | ASA |
| Estúdio             | Grupo Macias (Top Noise - 1ª temporada/ Marka - 2ª temporada)/ Vox Mundi (4ª temporada)                                                                  |

## Produção

### Desenvolvimento
Em fevereiro de 2015, a Fox encomendou o episódio piloto da série. Lucifer foi encomendado por causa de um acordo que garante a exibição de seu episódio piloto; se ele não fosse exibido, as taxas de multa seriam tão altas quanto produzir uma temporada. Dias depois, a emissora oficializou a produção do piloto da série. Mais tarde, Tom Ellis foi contratado para protagonizar a série. Em maio de 2015, a Fox aprovou a produção da primeira temporada. Em agosto de 2015, o episódio piloto da série foi vazado na internet. No dia 7 de abril de 2016, a emissora renovou a série para uma segunda temporada.

## Recepção

### Resposta da crítica
Lucifer teve recepções mistas por parte da crítica especializada. No Rotten Tomatoes, a série recebeu uma aprovação de 49% com base em 35 avaliações, com uma classificação média de 5.2/10. No site Metacritic, a série tem uma nota de 49/100, com base em 24 avaliações. No IMDb, reservado para a avaliação do público, a série tem uma nota de 8.4/10 com base em 38.165 avaliações.

### Prêmios e indicações
| Ano  | Prêmio                       | Indicado(s) | Categoria                                     | Resultado | Fonte(s) |
| ---- | ---------------------------- | ----------- | --------------------------------------------- | --------- | -------- |
| 2016 | Teen Choice Awards           | Tom Ellis   | Melhor Estrela de Televisão Escolhida         | Indicado  | [ 44 ]   |
| 2016 | Teen Choice Awards           | Lucifer     | Melhor Programa de Televisão                  | Indicado  | [ 44 ]   |
| 2017 | People's Choice Awards       | Lucifer     | Melhor Série de Drama Criminal                | Indicado  | [ 45 ]   |
| 2017 | Prêmio Saturno               | Lucifer     | Melhor Série de Fantasia                      | Indicado  | [ 46 ]   |
| 2017 | Dragon Awards                | Lucifer     | Melhor Série de Fantasia ou Ficção Científica | Indicado  | [ 47 ]   |
| 2021 | Critics' Choice Super Awards | Lucifer     | Melhor Série de Super-herói                   | Pendente  | [ 48 ]   |
| 2021 | Critics' Choice Super Awards | Tom Ellis   | Melhor Ator em Série de Super-herói           | Pendente  | [ 48 ]   |
| 2021 | Critics' Choice Super Awards | Tom Ellis   | Melhor Vilão em Série                         | Pendente  | [ 48 ]   |

### Campanha de censura
Em 28 de maio de 2015, o site One Million Moms, da American Family Association (AFA), lançou uma petição para impedir a exibição da série. A petição afirmava que a série "glorificaria Satanás como uma pessoa carinhosa e simpática em carne humana". A organização lançou a petição e 31.312 pessoas a assinaram até a data de estreia da série. Publicada na mesma data no site principal da AFA, a petição recebeu 134.331 assinaturas até a data de estreia. Em resposta à petição, o criador do personagem, Neil Gaiman, comentou em sua página no Tumblr: "Ah. Parece que foi ontem (mas era 1991) que as "Mães Preocupadas da América" anunciaram que estavam boicotando Sandman porque continha personagens lésbicas, gays, bissexuais e transexuais. Foi Wanda quem mais as irritou: a ideia de uma mulher trans em uma história em quadrinhos... Elas nos disseram que estavam organizando um boicote contra Sandman, e que só parariam se nós escrevêssemos para a American Family Association e prometêssemos reformular a história. Eu me pergunto se elas notaram que isso não funcionou da última vez...". Apesar da campanha, a emissora Fox renovou a série para uma segunda temporada em 7 de abril de 2016.

### Reações ao cancelamento
Em 11 de maio de 2018, após o cancelamento inicial da série, o co-showrunner, Joe Henderson, indicou que o final da terceira temporada contaria com um "enorme cliffhanger" que deveria intimidar a Fox de cancelar a série e encorajou os fãs a "fazer barulho" com a hashtag #SaveLucifer. Os fãs, assim como o elenco e a equipe, se juntaram no Twitter e a hashtag #SaveLucifer logo se tornou o assunto mais comentado. Uma segunda hashtag, #PickUpLucifer, surgiu como um dos assuntos mais comentados também. Uma petição online também começou a circular visando a renovação de Lucifer para uma quarta temporada em uma nova emissora. A Warner Bros. Television subsequentemente começou a comprar a série em torno de serviços a cabo e de streaming premium. Em 15 de junho de 2018, a Netflix adquiriu os direitos autorais da série para produzir uma quarta temporada. O penúltimo episódio da quarta temporada é intitulado "Save Lucifer" em homenagem à campanha.